# Setodes zerroukii
Setodes zerroukii är en nattsländeart som beskrevs av Dakki 1981. Setodes zerroukii ingår i släktet Setodes och familjen långhornssländor. Inga underarter finns listade i Catalogue of Life.